# Brużyca (gmina)
Brużyca (także Brużnica lub Brużyca-Wielka) – dawna gmina wiejska istniejąca do 1924 roku w woj. łódzkim. Siedzibą władz gminy była Brużyca.
Za Królestwa Polskiego gmina Brużyca (lub Brużyca Wielka) należała do powiatu łodzińskigo (łódzkiego) w guberni piotrkowskiej. 19 maja?/31 maja 1870 do gminy przyłączono pozbawiony praw miejskich Aleksandrów.
W okresie międzywojennym gmina Brużyca należała do powiatu łódzkiego w woj. łódzkim. Obejmowała miejscowości Brużyca (kolonia), Brużyca (wieś), Bugaj (wieś), Franin (wieś), Łobodź (wieś), Łomnik (wieś), Rafałów (wieś), Ruda (wieś), Szatonie (wieś), Wierzbno (wieś) i Zimna Woda (wieś) oraz osada Aleksandrów.
5 marca 1924 z gminy Brużyca wyłączono osadę Aleksandrów i utworzono z niej odrębne miasto Aleksandrów. Ludność gminy zmniejszyła się tym samym o 8236 mieszkańców (z 9472 do 1236) przez co gmina straciła sens bytu. I tak trzy tygodnie później, 27 marca 1924, gmina Brużyca została zniesiona, a z jej obszaru (oraz z obszaru zniesionej gminy Nakielnica) utworzono nową gminę Brużyca Wielka.